# Bahnhof Darmstadt-Wixhausen
Der Haltepunkt Darmstadt-Wixhausen liegt an der Bahnstrecke Frankfurt am Main–Heidelberg und dient dem Darmstädter Stadtteil Wixhausen als S-Bahn-Halt.

## Geschichte
Der Haltepunkt ging 1886 für den Personenverkehr in Betrieb, die Strecke war schon 1846 eröffnet worden.
Am 25. Oktober 1937 wurde eine Fußgängerunterführung zwischen den beiden damals vorhandenen Außenbahnsteigen in Betrieb genommen.
Mit Inbetriebnahme der S-Bahn 1997 wurde der Bahnhof aufgegeben und der Haltepunkt, der ausschließlich noch das zur Bestandsstrecke parallel verlaufende neue Gleis der S-Bahn bedient, in Betrieb genommen. Während das Empfangsgebäude im Westen der Bahnstrecke liegt, befindet sich der S-Bahn-Bahnsteig östlich der Strecke. Am nördlichen Bahnsteigende gibt es eine Unterführung unter den Gleisen in Verlängerung der Falltorstraße – Messeler-Park-Straße.

## Empfangsgebäude

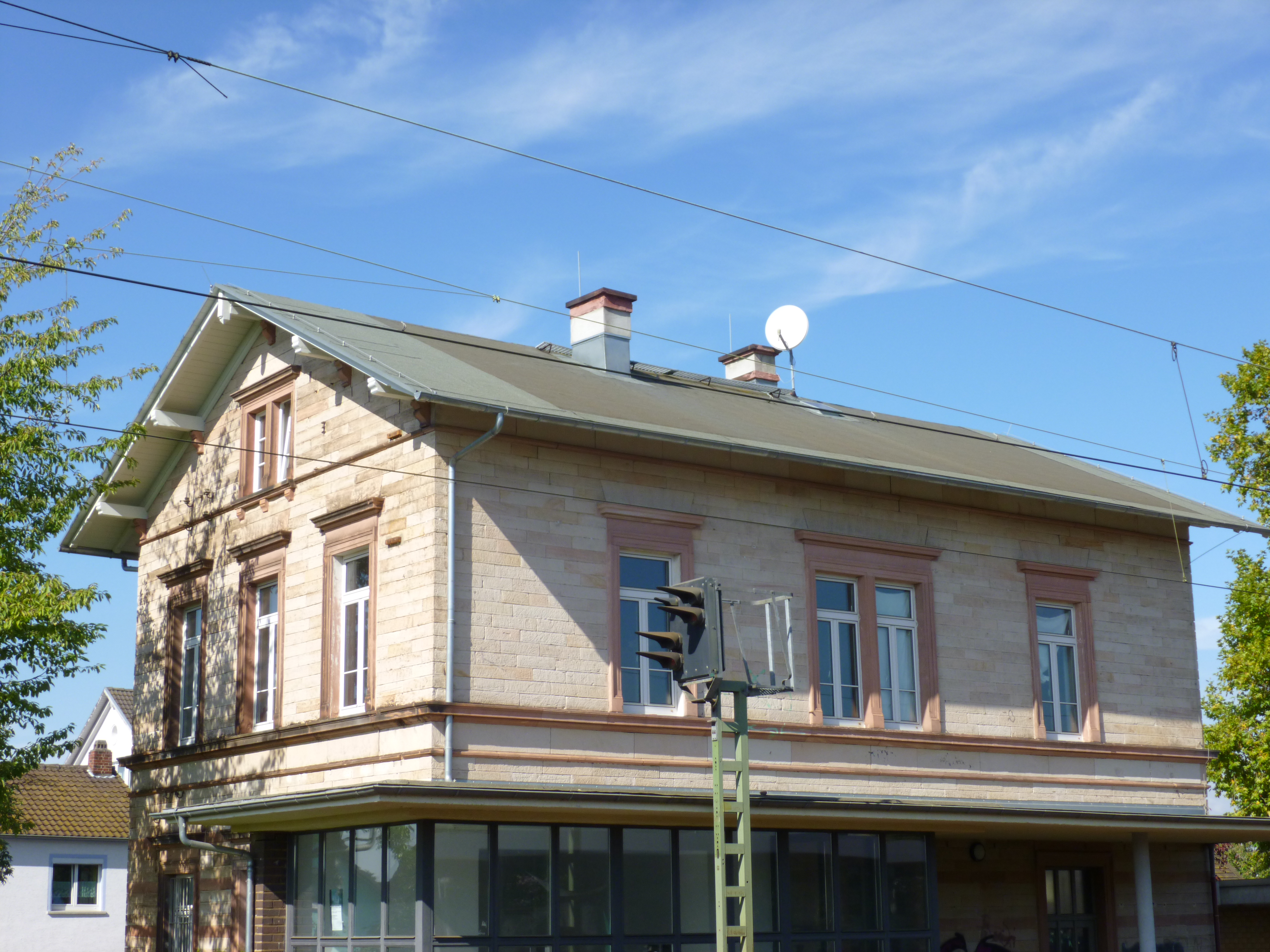
Empfangsgebäude von Nordwesten

### Architektur
Das heute erhaltene zweigeschossige Empfangsgebäude wurde um 1887 errichtet. Es besteht aus Sandstein und hat ein weit überstehendes Satteldach. Die Fassade wurde mit zurückhaltender klassizistischer Bauzier versehen. Das Gebäude ist ein Typenbau. Es war baugleich mit dem nicht mehr existierenden Bahnhofsgebäude in Arheilgen. Eine Variante dieses Typs steht in Dreieich und eine weitere stand in Egelsbach.
Das Empfangsgebäude ist ein Kulturdenkmal aufgrund des Hessischen Denkmalschutzgesetzes.

### Nutzung
Seit dem Jahr 2000 gehört das Empfangsgebäude der Stadt Darmstadt und dient unter der Bezeichnung Bahnhof Wixhausen oder Kunstbahnhof kulturellen Zwecken. Zurzeit beherbergt es Künstlerateliers (Kunstfabrik e. V.).

## Verkehr
Der Haltepunkt hat heute nur einen Bahnsteig an der hier eingleisigen S-Bahn-Strecke. Er wird ausschließlich von Zügen der S-Bahn Rhein-Main genutzt, seit Dezember 2024 von der Linie S 6.
| Linie                    | Verlauf | Takt   |
| ------------------------ | --- | ------ |
| S6                       | Groß Karben – Dortelweil – Bad Vilbel – Bad Vilbel Süd – Frankfurt-Berkersheim – Frankfurt-Frankfurter Berg – Frankfurt-Eschersheim – Frankfurt-Ginnheim – Frankfurt (Main) West – Frankfurt am Main Messe – Frankfurt (Main) Galluswarte – Frankfurt (Main) Hbf tief – Frankfurt (Main) Taunusanlage – Frankfurt (Main) Hauptwache – Frankfurt (Main) Konstablerwache – Frankfurt (Main) Ostendstraße – Frankfurt (Main) Lokalbahnhof – Frankfurt (Main) Süd – Frankfurt (Main) Stresemannallee – Frankfurt-Louisa – Neu-Isenburg – Dreieich-Buchschlag – Langen Flugsicherung – Langen (Hess) – Egelsbach – Erzhausen – Darmstadt-Wixhausen – Darmstadt-Arheilgen – Darmstadt Hbf | 30 min |
| Stand: 15. Dezember 2024 | |        |

Außerdem befindet sich vor dem Bahnhof eine Bushaltestelle für die Linien WX und G des Darmstädter Nahverkehrs. Darüber hinaus ist der Bahnhof an den Radschnellweg Darmstadt–Frankfurt angebunden.